# Wang Shun
Wang Shun, född 11 februari 1994, är en kinesisk simmare.

## Karriär
Vid OS 2016 tog Wang Shun brons på 200 meter medley. Vid OS 2020 tog han guld på samma distans. Vid kortbane-VM 2016 och kortbane-VM 2018 tog han guld på 200 medley.